# 古平縣
古平縣，是明代交阯承宣布政使司清化府九真州下轄的一個縣，後陷入安南，治所約在今越南清化省靜嘉縣的南部。

## 沿革
- 永樂五年六月癸未朔（1407年7月5日）置，隸清化府九真州[2]。
- 永樂八年七月十四日（1410年8月14日），併入九真州[3]